# Artemisia saposhnikovii
Artemisia saposhnikovii là một loài thực vật có hoa trong họ Cúc. Loài này được Krasch. ex Poljak. mô tả khoa học đầu tiên năm 1955.